# Comuna Recea, Brașov
Recea este o comună în județul Brașov, Transilvania, România, formată din satele Berivoi, Dejani, Gura Văii, Iași, Recea (reședința), Săsciori și Săvăstreni.

## Demografie
Componența etnică a comunei Recea
     Români (89,03%)
     Alte etnii (0,59%)
     Necunoscută (10,38%)
Componența confesională a comunei Recea
     Ortodocși (83,71%)
     Adventiști (2,84%)
     Alte religii (1,95%)
     Necunoscută (11,5%)
Conform recensământului efectuat în 2021, populația comunei Recea se ridică la 3.236 de locuitori, în creștere față de recensământul anterior din 2011, când fuseseră înregistrați 3.118 locuitori. Majoritatea locuitorilor sunt români (89,03%), iar pentru 10,38% nu se cunoaște apartenența etnică. Din punct de vedere confesional, majoritatea locuitorilor sunt ortodocși (83,71%), cu o minoritate de adventiști (2,84%), iar pentru 11,5% nu se cunoaște apartenența confesională.

## Politică și administrație
Comuna Recea este administrată de un primar și un consiliu local compus din 13 consilieri. Primarul, Ioan-Cristian Bărgăoanu[*], de la Partidul Social Democrat, este în funcție din 1 noiembrie 2024. Începând cu alegerile locale din 2024, consiliul local are următoarea componență pe partide politice:
|  | Partid                          | Consilieri | Componența Consiliului | Componența Consiliului | Componența Consiliului | Componența Consiliului | Componența Consiliului | Componența Consiliului |
|  | ------------------------------- | ---------- | ---------------------- | ---------------------- | ---------------------- | ---------------------- | ---------------------- | ---------------------- |
|  | Partidul Social Democrat        | 6          |                        |                        |                        |                        |                        |                        |
|  | Partidul Național Liberal       | 5          |                        |                        |                        |                        |                        |                        |
|  | Alianța pentru Unirea Românilor | 1          |                        |                        |                        |                        |                        |                        |
|  | Alianța Dreapta Unită           | 1          |                        |                        |                        |                        |                        |                        |

## Primarii comunei
- 1996[7] - 2000 - Răducă Marcel, de la CDR
- 2000[8] - 2004 - Fratu Gheorghe, de la PDSR
- 2004[9] - 2008 - Lazea Gheorghe, de la PNTCD
- 2008[10] - 2012 - Lazea Gheorghe, de la PDL
- 2012[11] - 2016 - Lazea Gheorghe, de la PDL
- 2016[12] - 2020 - Lazea Gheorghe, de la PNL
- 2020[13] - 2024 - Lazea Gheorghe, de la PNL